# Ramoty (Łukta)
Ramoty (deutsch Ramten) ist ein Ort in der polnischen Woiwodschaft Ermland-Masuren. Er gehört zur Gmina Łukta (Landgemeinde Locken) im Powiat Ostródzki (Kreis Osterode in Ostpreußen).

## Geographische Lage
Ramoty liegt am Flüsschen Łukta (polnisch Locke) 500 Meter südlich des Jezioro Marąg (deutsch Mahrung-See) im Westen der Woiwodschaft Ermland-Masuren, 16 Kilometer nordöstlich der Kreisstadt Ostróda (deutsch Osterode in Ostpreußen).

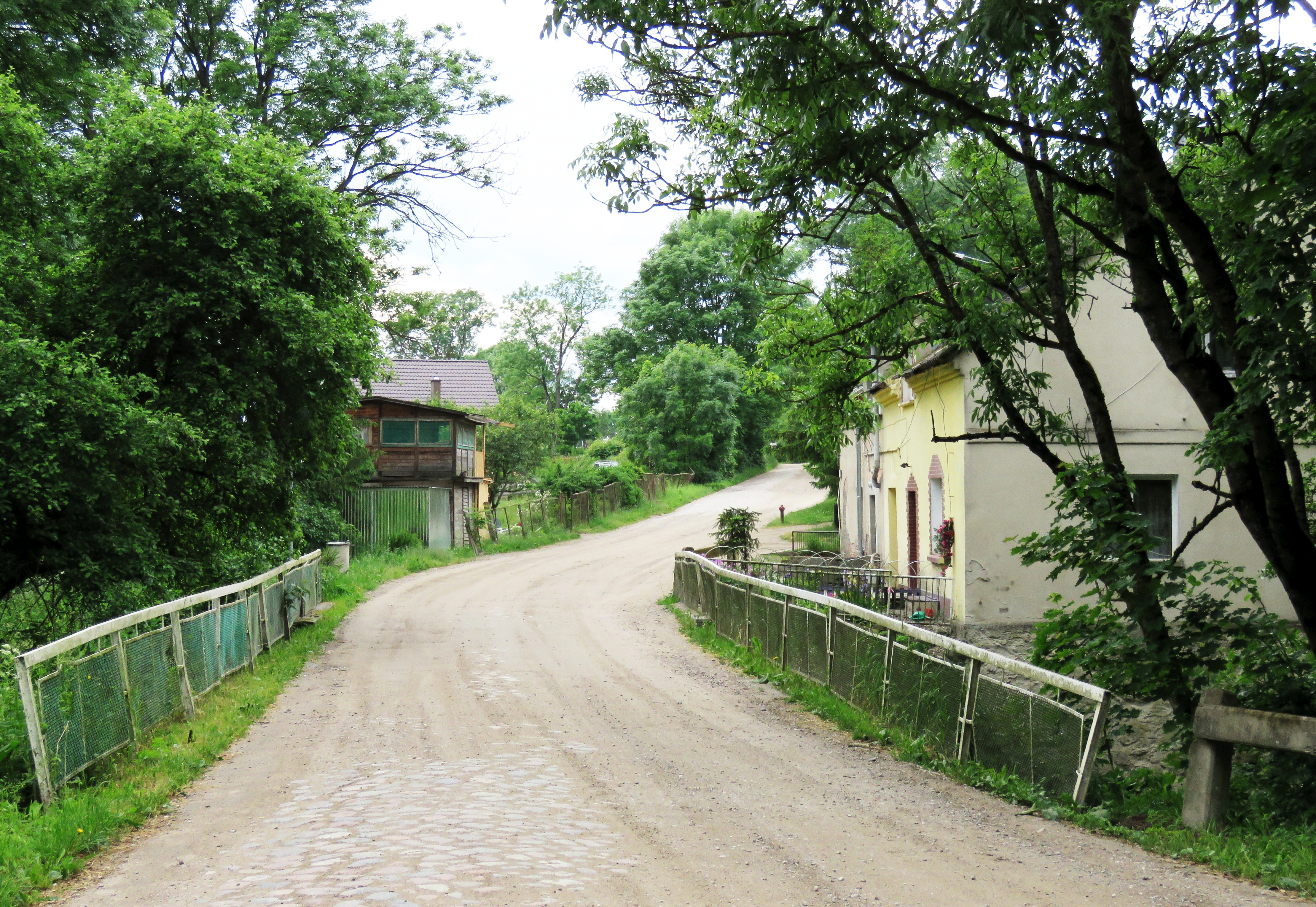
Dorfstraße in Ramoty

## Geschichte

### Ortsgeschichte
Der Gutsort Rambten wurde im Jahre 1340 gegründet. Zur Unterscheidung des später gegründeten Vorwerks Neu Ramten (polnisch Nowe Ramoty) hieß der Ort nach 1785 „Alt Ramten“.
Am 7. Mai 1874 wurde Alt Ramten Amtsdorf und damit namensgebend für einen Amtsbezirk im Kreis Osterode in Ostpreußen innerhalb des Regierungsbezirks Königsberg in der preußischen Provinz Ostpreußen.
Im Jahre 1945 waren im Gutsbezirk Ramten 225 Einwohner gemeldet. Ihre Zahl belief sich 1933 auf 180 und 1939 auf 177.
Mit dem gesamten südlichen Ostpreußen wurde Ramten 1945 in Kriegsfolge an Polen überstellt. Das Dorf erhielt die polnische Namensform „Ramoty“ und ist heute Sitz eines Schulzenamts (polnisch Sołectwo), in das auch die Nachbarortschaften Nowe Ramoty (Neu Ramten) und Chudy Dwór eingegliedert sind. Als solches gehört Ramoty zur Landgemeinde Łukta (Locken) im Powiat Ostródzki (Kreis Osterode in Ostpreußen), bis 1998 der Woiwodschaft Olsztyn, seither der Woiwodschaft Ermland-Masuren zugehörig.

### Amtsbezirk Ramten (1874–1945)
Ramten war von 1874 bis 1945 Sitz eines von nur wenigen Dörfern gebildeten Amtsbezirks:
| Deutscher Name                      | Polnischer Name | Anmerkungen                                                                |
| ----------------------------------- | --------------- | -------------------------------------------------------------------------- |
| Hinzbruch                           | Strzałkowo      |                                                                            |
| Markuschöwen 1938–1945: Markushöfen | Markuszewo      | 1931 als Ortsteil von Taberbrück in den Amtsbezirk Taberbrück umgegliedert |
| (Alt) Ramten                        | Ramoty          |                                                                            |

## Kirche

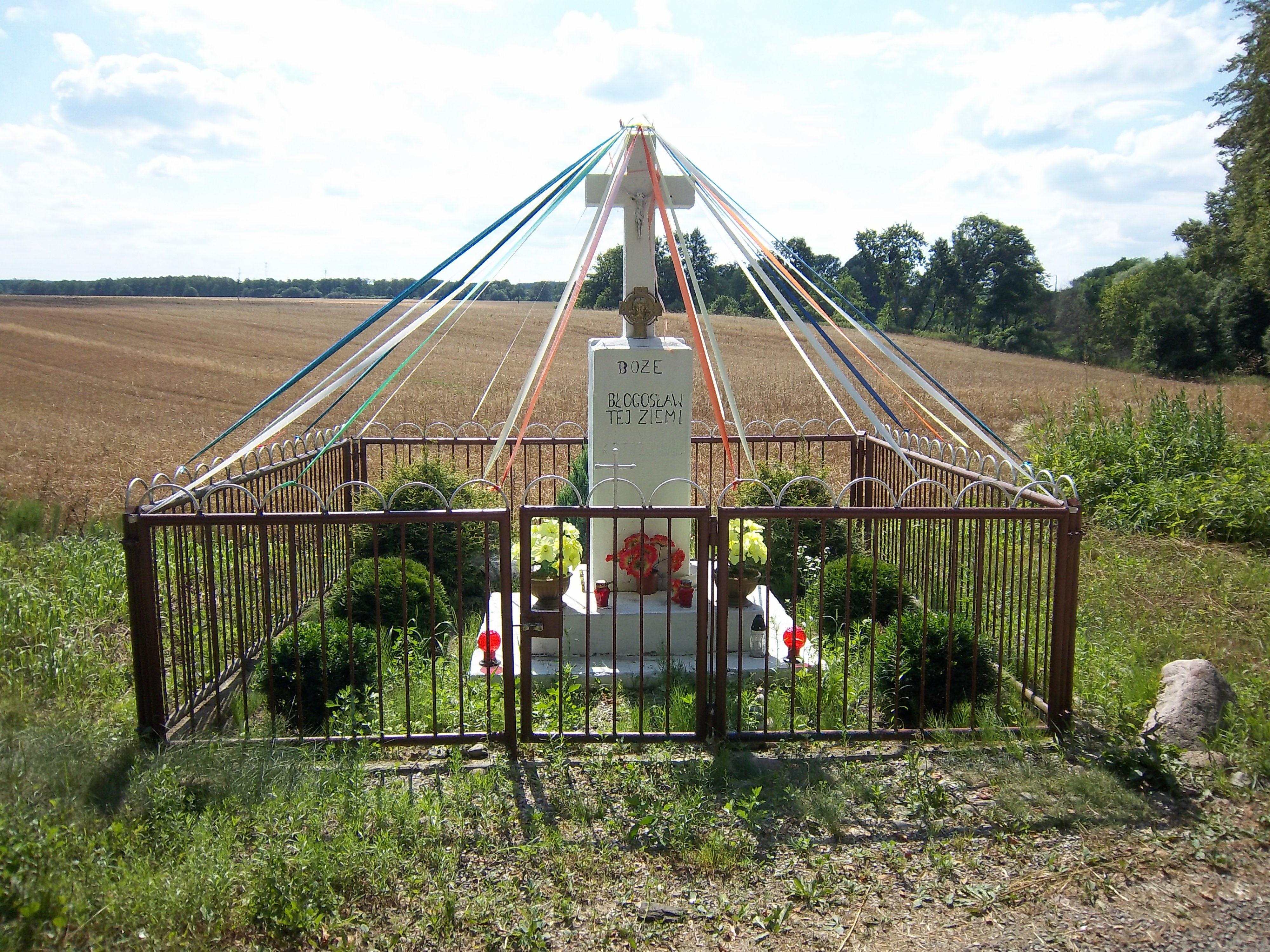
Bildstock in Ramoty

Bis 1945 war (Alt) Ramten in die evangelische Kirche Locken in der Kirchenprovinz Ostpreußen der Kirche der Altpreußischen Union, außerdem in die römisch-katholische Kirche Neu Kockendorf (polnisch Nowe Kawkowo) eingepfarrt.
Heute gehört Ramoty katholischerseits zur Pfarrei Łukta im Erzbistum Ermland, evangelischerseits zur Kirche Łęguty (Langgut), einer Filialkirche von Ostróda in der Diözese Masuren der Evangelisch-Augsburgischen Kirche in Polen.

## Verkehr
Ramoty liegt an einer Nebenstraße, die die Woiwodschaftsstraße 530 bei Łukta (Locken) mit der Woiwodschaftsstraße 527 (ehemalige deutsch Reichsstraße 133) bei Florczaki (Eckersdorf) verbindet. Eine Bahnanbindung gbit es nicht.